# Ozothamnus lepidophyllus
Ozothamnus lepidophyllus là một loài thực vật có hoa trong họ Cúc. Loài này được (DC.) Steetz mô tả khoa học đầu tiên năm 1845.